# Nomite
Das Nomite-Zeichen (von englisch no mite ‚keine Milbe‘) ist ein international eingetragenes Warenzeichen des Verbandes der europäischen Bettfedern- und Bettwarenindustrie (European Down & Feather Association EDFA). Das Nomite-Zeichen kennzeichnet für Hausstaubmilbenallergiker geeignete Bettware. Das Zeichen wird weltweit von 74 Herstellern entsprechender Bettwaren verwendet. Mit Benutzung des Nomite-Zeichens dokumentieren die Hersteller und Handel, dass Kissen und Bettdecken den Kriterien der PAS 1008 des Deutschen Institutes für Normung genügt.
Bei mit Nomite gekennzeichneter Bettware handelt es sich in der Regel um Bettdecken und Kissen mit Daunen- und Federfüllungen. Das daunendichte Gewebe der Nomite-Bettwaren verhindert das Eindringen von Hautschuppen und Hausstaubmilben.